# قلمرو کوبوتا
قلمروی کوبوتا (به ژاپنی: 久保田藩, Kubota han)، قلمروی آکیتا یک هان (ژاپن) در دوره ادو بود. این هان با ولایت دوا و استان اکیتای امروزی در ارتباط است.